# Bola de Drac Súper
Bola de Drac Super (ドラゴンボール, Doragon Bōru Sūpā) és un manga japonès escrit originalment per Akira Toriyama i il·lustrat per Toyotarou. Té lloc sis mesos després de la derrota del monstre Bu, i segueix les aventures d'en Goku, un guerrer de l'espai expert en arts marcials. basat en el manga Bola de Drac d'Akira Toriyama. Va començar a serialitzar-se al Japó a la revista mensual de Shueisha V Jump el juny de 2015. A Catalunya va arribar el març de 2017 per part de l'editorial Planeta Cómic.
Una sèrie de televisió d'anime produïda per Toei Animation es va emetre al Japó del juliol del 2015 al març del 2018. Una pel·lícula seqüela, Dragon Ball Super: Broly, es va estrenar el desembre del 2018 i es va convertir en la pel·lícula d'anime més taquillera de la franquícia. Una segona pel·lícula, Bola de Drac Super: el Superheroi, es va estrenar l'11 de juny de 2022. El 2024 es va anunciar que arribaria doblada en català al canal SX3. Es va estrenar finalment el 6 de juny de 2025.

## Argument
La història de l'anime s'inicia sis mesos després de la derrota del monstre Bu, quan la Terra s'ha convertit en un lloc pacífic, i retrocontinuant amb els esdeveniments de les pel·lícules Bola de Drac Z: La batalla dels déus i Bola de Drac Z: La resurrecció d'en Freezer, a més d'explicar la història posterior a aquests esdeveniments.

### Saga de la Batalla dels Déus
Títol original: Saga del Déu de la Destrucció Beerus (破壊神ビルス編, Hakai-shin Birusu-hen). Amb aquesta saga s'inicia a la sèrie i narra la cerca, per part del Déu de la Destrucció Bills (Beerus al manga en català) i el seu servent i mentor Whis, del Superguerrer Déu, que podria fer-li front en una batalla, i així poder tenir una mica de diversió. Això el porta a la Terra on hi ha en Son Goku, (Kakarot) en Vegeta i la resta dels Guerrers Z vivint en pau absoluta.

### Saga de la Resurrecció d'en Freezer
Títol original: Saga de Golden Freezer (ゴールデンフリーザ編, Gōruden Furīza-hen). La següent part de la sèrie continua amb la resurrecció d'en Freezer per part dels seus subordinats que viatgen a la Terra a la recerca de les Boles de Drac.
Després d'un entrenament de quatre mesos de durada i una nova transformació, viatja a la Terra per completar la venjança contra en Goku. En el combat entre en Goku i en Freezer, en Goku es transforma en SSGSS (Superguerrer Blue) i en Freezer en una nova forma (golden). Tots dos són molt poderosos però, llavors en Vegeta s'incorpora en la batalla i en Goku se'n retira.
Com que en Vegeta té un gran odi profund a en Freezer, ell també es transforma en Superguerrer Blue, i quan està a punt de morir, en Freezer destrueix la terra d'un sol cop, però en Whis protegeix la gent amb un escut, salvant en Goku i els guerrers Z, però no en Vegeta, que mor.
En Freezer encara és viu perque pot viure en l'abisme espacial. Aleshores en Goku se'n vol venjar i en Whis torna enrere en el temps en el moment que en Freezer va destruir la Terra, aleshores en Goku s'hi interposa i llança un kamehameha poderós amb la qual freezer és destruït. En Vegeta s'enfada perquè el volia matar ell, però aleshores en Goku li explica què li podria haver passat si no hagués aparegut.

### Saga del Torneig de l'Univers 6
Títol original: Saga de l'Univers 6 (第6宇宙編, Dai 6 Uchū-hen). Aquesta saga es desenvolupa en el marc d'un Torneig d'Arts Marcials entre els Universos 6 i 7, organitzat pels germans i Déus de la Destrucció, Champa i Bills, que es barallen per saber qui posseeix l'univers més fort de tots dos.
Trien, a priori, els millors lluitadors dels seus respectius universos. Per a l'univers 6, Champa tria aquests competidors: Botamo, Frost, Magetta, Cabba i Hit; per la seva banda, els competidors de l'Univers 7 triats per Bills són: Vegeta, Son Goku, Cor Petit, Majin Buu i Monaka. En joc hi ha el destí de la Terra i les Superboles del Drac, molt més grosses que les ja conegudes, d'escala planetària cadascuna.
En aquesta saga, també es dona a conèixer al Déu Suprem de tots els Universos, Zeno (全王, Zen'ō), entre altres personatges menys importants que aquest, dins de la mateixa sèrie.
Després del torneig del 6è i 7è univers, en Goku i els Guerrers Z tornen a la Terra. Monaka té com a objectiu arribar al Planeta Pot-au-feu, i sense saber-ho ho farà juntament amb en Goten i en Trunks on hi ha una aigua important protegida per un ésser desconegut, on es troba amb el bandit més buscat de la galàxia. En Goku i en Vegeta, amb l'ajuda d'en Jaco, el patruller galàctic i amic de la Tights, la germana gran de la Bulma, arriben a aquest planeta per enfrontar-se a més problemes.

### Saga de Black / Trunks del futur
Títol original: Saga de Trunks del "Futur" ("未来 "トランクス編, "Mirai" Torankusu-hen). El 9 de maig de 2016 es va donar a conèixer de forma oficial en el lloc web de Toei Animation la següent saga de la sèrie, la qual involucra el Trunks del Futur.
Aquest personatge amb prou feines va poder escapar amb vida cap al seu present alternatiu amb la màquina del temps que va construir la seva mare Bulma, ja que la seva realitat és un caos a causa d'un nou enemic conegut com a Goku Black, l'aparença del qual és idèntica a la d'en Son Goku, motiu pel qual en Trunks recula en el temps com a única alternativa per buscar l'ajuda dels seus amics del passat. En aquesta saga es donen a conèixer nous personatges, entre els quals destaquen el mateix Black i Zamasu, un aprenent Kaio-shin de l'univers 10.

### Saga de Supervivència universal
Títol original: Saga de Supervivència Universal (宇宙サバイバル編, Uchū Sabaibaru-hen). Aquesta saga va començar el 5 de febrer del 2017. A petició d'en Son Goku, comença el torneig del poder, d'arts marcials organitzat per Zeno on 8 dels 12 els universos participaran.
Cada univers ha de formar un grup de 10 lluitadors representants que combatran en modalitat «Battle Royal»: un combat multitudinari de tots contra tots, simultàniament. Davant les inesperades i estrictes normes, en Goku només disposa d'unes hores per reclutar als 10 membres del Setè Univers.
Els participants per part de l'Univers 7 són: Son Goku, Krilin, A-18, Son Gohan, Cor Petit JR, A-17, Vegeta, Ten Shin Han, Follet Tortuga i, per a sorpresa de tots, Freezer, atès que el Monstre Buu poca estona abans de l'inici del torneig encara està hibernant i no hi ha manera de despertar-lo.

## Manga

### Producció
Toyotarou, il·lustrador del manga Bola de Drac Super, el qual va començar la serialitzar-se abans que l'anime comencés a emetre, va explicar que rebia els punts principal de la trama de Toriyama, abans de dibuixar el guió i posar-hi els detalls. Enviava l'esborrany del manga a Toriyama perquè la revisés, que n'editava l'esborrany inicial, en creava diàlegs i en feia canvis de dibuix, abans de tornar-lo a enviar a Toyotarou, qui il·lustrava l'esborrany final del manga i l'enviava a Shueisha perquè el publiqués. Després de la mort d'Akira Toriyama el març de 2024, el manga de Bola de Drac Super es va posar en hiatus indefinit.

### Publicació
El manga de Bola de Drac Super està il·lustrat pel dibuixant Toyotarou, que abans era responsable de l'adaptació oficial del manga La Resurrecció de 'F'. Va començar a serialitzar-se al número d'agost de 2015 de la V Jump, que es va publicar el 20 de juny de 2015. Shueisha recull periòdicament els capítols en volums tankōbon, el primer dels quals es va publicar el 4 d'abril de 2016.
A Catalunya el manga el publica Planeta Cómic des del març de 2017. El va començar a publicar en dues sèries: una com a Sèrie Super, començant pel número 1 i una segona seguint la numeració de la Sèrie Blanca, continuada per la Sèrie Vermella (també amb doble numeració). El primer volum recopilatori no arribaria fins al 17 d'octubre del mateix any.

## Anime

### Producció
18 anys després del final de Bola de Drac GT, es va posar en fase de producció Bola de Drac Súper, una nova sèrie d'animació que continuaria amb les aventures de Son Goku i altres personatges de la franquícia. Segons publicà la pàgina oficial, Toei Animation va anunciar el que seria la nova saga Bola de Drac Súper, un nou anime de Bola de Drac que es va estrenar el juliol del 2015. D'acord amb la pàgina web, es tracta d'un projecte original, una seqüela de Bola de Drac Z, de mans d'Akira Toriyama, autor del manga de Bola de Drac i Bola de Drac Z. L'anime es va emetre cada diumenge des del 5 de juliol de 2015, a les 9 del matí a través del canal Fuji TV, entre d'altres.
Després de l'última pel·lícula de Bola de Drac Z: La Resurrecció de Freezer, dirigida per Tadayoshi Yamamuro i que es va estrenar el 18 d'abril de 2015 al Japó. Osamu Nozaki, productor de Fuji TV, ha afegit que: «A mesura que llegia el guió que ja m'havia passat Akira Toriyama, els meus somnis amb el projecte van començar a expandir-se. Un enemic fins i tot més fort que Buu o Freezer pot aparèixer».
El 14 de juny de 2015, es va publicar el primer número, de Bola de Drac Súper, on van aparèixer personatges com el Kaio-shin de l'Est, en Cor Petit, en Son Gohan, el Mr. Satan, en Vegeta, en Son Goten, en Trunks, en Son Goku, en Beerus, el Whis, en Champa i la Vados en el qual es va mostrar que la sèrie no tindria continuïtat amb Bola de Drac GT.
Tadayoshi Yamamuro, director de les pel·lícules, va confirmar una història posterior a les pel·lícules, que inclou als personatges Champa i Guals.

### Emissió
La sèrie de televisió d'anime va ser produïda per Toei Animation, amb episodis individuals escrits per diferents guionistes, i es va emetre a Fuji TV des del juliol del 2015 fins al març del 2018. Els primers 27 episodis readapten els esdeveniments de les pel·lícules La Batalla dels Déus i La Resurrecció de "F". La sèrie va durar 131 episodis, emesos del 5 de juliol de 2015 al 25 de març de 2018 a FNS (Fuji TV).
Akira Toriyama, creador de la sèrie original basat en el manga, va participar en el guió i disseny dels episodis. Kimitoshi Chioka es va encarregar de la direcció fins a l'1 de març de 2016, succeït per Morio Hatano; mentre que Naoko Sagawa i Atsushi Kido, al costat d'Osamu Nozaki n'eren els productors.
A Catalunya, el juny de 2024, coincidint amb el 40è aniversari de la publicació del manga original, la CCMA va anunciar que havia tancat un preacord per emetre Bola de Drac Súper al SX3 i al 3Cat, amb possible incorporació a futur a les plataformes internacionals. Finalment, es va estrenar el 6 de juny de 2025.
| Nom de la saga | Nom de la saga | Nom de la saga                      | Episodis | Episodis | Inici                | Final                |
| Nom de la saga | Nom de la saga | Nom de la saga                      | Interval | Nombre   | Inici                | Final                |
| -------------- | -------------- | ----------------------------------- | -------- | -------- | -------------------- | -------------------- |
|                | 1              | Saga de la Batalla dels Déus        | 1-14     | 14       | 5 de juliol de 2015  | 11 d'octubre de 2015 |
|                | 2              | Saga de la Resurrecció d'en Freezer | 15-27    | 13       | 18 d'octubre de 2015 | 17 de gener de 2016  |
|                | 3              | Saga del Torneig de l'Univers 6     | 28-46    | 19       | 24 de gener de 2016  | 5 de juny de 2016    |
|                | 4              | Saga d'en Black Goku                | 47-76    | 30       | 12 de juny de 2016   | 29 de gener de 2017  |
|                | 5              | Saga del Torneig del poder          | 77-131   | 55       | 5 de febrer del 2017 | 25 de març de 2018   |

### Banda sonora
Norihito Sumitomo, el compositor de La Batalla dels Déus i La Resurrecció d'en Freezer, va reprendre la seva feina a Bola de Drac Super. La banda sonora original per l'anime va sortir a la venda en CD per Nippon Columbia el 24 de febrer de 2016.
Temes d'obertura
| Núm. | Episodis | Títol                                         | Traducció                           | Intèrpret      | Any       |
| ---- | -------- | --------------------------------------------- | ----------------------------------- | -------------- | --------- |
| 1    | 1-76     | Chouzetsu☆Dynamic! (超絶☆ダイナミック！)      | Transcendència☆Dinàmica!            | Kazuya Yoshii  | 2015-2017 |
| 2    | 77-131   | Genkai Toppa × Survivor (限界突破×サバイバー) | Supera els teus límits, supervivent | Kiyoshi Hikawa | 2017-2018 |

Totes lletres d'obertura van ser escrites per Yukinojo Mori, qui ha escrit nombroses cançons per a la sèrie de Bola de Drac. Mori va escriure la lletra del segon tema d'obertura, i Takafumi va compondre'n la música.
Temes de cloenda
| Núm. | Episodis | Títol                                                  | Traducció                          | Intèrpret            | Any  |
| ---- | -------- | ------------------------------------------------------ | ---------------------------------- | -------------------- | ---- |
| 1    | 1-12     | Hello Hello Hello (ハローハローハロー)                 | Hola, hola, hola                   | Good Morning America | 2015 |
| 2    | 13-25    | Starring Star (スターリングスター)                     | Estel protagonista                 | KEYTALK              | 2015 |
| 3    | 26-36    | Usubeni (薄紅)                                         | Rosa clar                          | LACCO TOWER          | 2016 |
| 4    | 37-49    | Forever Dreaming                                       | Sempre somiant                     | Czecho No republic   | 2016 |
| 5    | 50-59    | Yoka-Yoka Dance (よかよかダンス)                       | Dansa de fàcil maneig              | Batten Shoujo-tai    | 2016 |
| 6    | 60-72    | Chāhan Music (炒飯MUSIC)                               | Música d'arròs fregit              | Arukara              | 2016 |
| 7    | 73-83    | Aku No Tenshi To Seigi No Akuma (悪の天使と正義の悪魔) | Un àngel malvat i un dimoni just   | The Collectors       | 2017 |
| 8    | 84-96    | Boogie Back                                            |                                    | Miyu Inoue           | 2017 |
| 9    | 97-108   | Haruka (遥)                                            | Llunyania                          | LACCO TOWER          | 2017 |
| 10   | 109-121  | 70cm Shihou no Madobe (70cm四方の窓辺)                 | Per una finestra quadrada de 70 cm | ROTTENGRAFFTY        | 2017 |
| 11   | 122-131  | Lagrima                                                | Llàgrima                           | OnePixcel            | 2018 |

### Distribució en físic
Al Japó, la sèrie d'anime va sortir a la venda en DVD i Blu-ray per Happinet entre el desembre de 2015 i juliol de 2018, i cada capsa també contenia els crèdits d'obertura i de cloenda sense text, incloent-hi un llibret.

### Rebuda
El cinquè episodi va rebre respostes molt negatives del públic japonès i occidental a causa del seu mal estil d'animació en comparació amb els quatre episodis anteriors. Aquests problemes van continuar a l'episodi vint-i-quatre i diversos episodis més en endavant. El mateix Akira Toriyama va criticar la qualitat de la nova sèrie. Quan es van publicar en DVD i Blu-ray al Japó, els episodis es van retocar per millorar els dibuixos i l'animació.
Tot i que la reacció dels fans és en general positiva, Bola de Drac Super ha estat criticada pels per no tenir la sang i el gore que hi havia en la seva predecessora Bola de Drac Z. Això es deu, però, al fet que la sèrie està dirigida a un públic més jove les sèries anteriors, i com a tal, la censura no permetria que aquest contingut es mostrés en un programa de televisió adreçat als infants.